# 山二ガス
山二ガス株式会社は、関東全域を営業区域とするLPガスの小売及び機器販売を行う事業者である。

## 事業所
- 埼玉県 5営業所（所沢・坂戸・秩父・深谷・嵐山）
- 東京都 1営業所（八王子）

## 工場
- 埼玉県 1工場（嵐山）

## 沿革
- 1963年（昭和38年）3月 - 二上ガス商会として創業。
- 1969年（昭和44年）5月 - 山二ガス株式会社に社名変更。
- 1983年（昭和58年）7月 - 埼玉県所沢市中富に充填所を設置。
- 1995年（平成7年）9月 - 埼玉県比企郡嵐山町の嵐山花見台工業団地内に充填所を設置。
- 2012年（平成24年）10月 - 東上ガス株式会社と業務提携[1]。
- 2015年（平成27年）10月1日 - 子会社の信州ヤマニ有限会社を吸収合併。後に信州地区から事業撤退。
- 2015年〜2018年の間（詳細不明）- 所沢の充填所を閉鎖

## 関連会社
- 東上ガス
- 大東ガス
- ヤマニエコライフ